# مارکوس مولر (بازیکن فوتبال)
مارکوس مولر (انگلیسی: Markus Müller؛ زادهٔ ۲۲ مهٔ ۱۹۸۸) بازیکن فوتبال اهل آلمان است.
از باشگاه‌هایی که در آن بازی کرده‌است می‌توان به باشگاه فوتبال کیکرز اوفنباخ، باشگاه فوتبال ارتسگبیرگ آئو، و باشگاه فوتبال هالشر اشاره کرد.